# Kazuki Sota
Kazuki Sota (japanisch 曽田 一騎 Sota Kazuki; * 9. Januar 2000 in der Präfektur Shimane) ist ein japanischer Fußballspieler.

## Karriere
Kazuki Sota erlernte das Fußballspielen in der Universitätsmannschaft der International Pacific University. Seinen ersten Vertrag unterschrieb er am 1. Februar 2022 beim Fukuyama City FC. Der Verein aus Fukuyama, einer Stadt in der Präfektur Hiroshima, spielte in der fünften Liga, der Chūgoku Soccer League. Hier feierte er am Ende der Saison die Meisterschaft. Zu Beginn der Saison 2023 wechselte er zum Drittligisten Ehime FC. Sein Drittligadebüt für den Verein aus Matsuyama gab Kazuki Sota am 5. März 2023 (1. Spieltag) im Heimspiel gegen Iwate Grulla Morioka. Bei der 1:5-Heimniederlage stand er in der Startelf und wurde nach der Halbzeit gegen Ryō Satō ausgewechselt. Am Ende der Saison 2023 feierte er mit Ehime die Drittligameisterschaft und den Aufstieg in die zweite Liga. Nach insgesamt 20 Ligaspielen wechselte er im Januar 2025 zum Drittligisten FC Ryūkyū.

## Erfolge
Fukuyama City FC
- Chūgoku Soccer League: 2022

Ehime FC
- Japanischer Drittligameister: 2023  ▲